# Medne
Medne (szlovákul Medné) Lednicróna településrésze, korábban önálló falu Szlovákiában, a Trencséni kerületben, a Puhói járásban.

## Fekvése
Lednicróna településrésze, a központtól 2 km-re északra található.

## Története
A 18. század végén Vályi András így ír róla: „MEDNE. Tót falu Trentsén Várm. földes Ura Mednyánszky Uraság, lakosai katolikusok, fekszik Rovnénak szomszédságában, és annak filiája, határja meg lehetős.”
Fényes Elek 1851-ben kiadott geográfiai szótárában így ír a faluról: „Medne, tót falu, Trencsén vmegyében, Puchóhoz délre 1 órányira, 124 kath. lak. F. u. a Mednyánszky család.”
1910-ben 154, túlnyomórészt szlovák anyanyelvű lakosa volt. A trianoni békéig Trencsén vármegye Puhói járásához tartozott.

## Külső hivatkozások
- Medne a térképen

## Lásd még
- Lednicróna
- Kiserdő
- Magasi
- Perecsényszabadi